# Bernard Berisha
Bernard Berisha (* 24. Oktober 1991 in Peć) ist ein kosovarischer Fußballspieler.

## Karriere

### Verein
Berisha begann seine Karriere beim KF Besa. Zur Saison 2012/13 wechselte er nach Albanien zum KS Besa Kavaja. Im August 2012 debütierte er für Besa in der Kategoria Superiore. In seiner ersten Spielzeit in Albanien kam er zu 21 Einsätzen, in denen er drei Tore erzielte. In der Saison 2013/14 kam er zu 28 Einsätzen für Kavaja und erzielte dabei drei Tore. Mit dem Verein stieg er allerdings zu Saisonende aus der höchsten albanischen Spielklasse ab. Daraufhin wechselte er zur Saison 2014/15 zum Erstligisten KF Skënderbeu Korça. In der Saison 2014/15 absolvierte er 32 Erstligaspiele für Skënderbeu und wurde mit dem Verein albanischer Meister.
Nach insgesamt 49 Einsätzen in der Kategoria Superiore für den Verein aus Korça wechselte Berisha im Januar 2016 nach Russland zu Anschi Machatschkala. Bis zum Ende der Saison 2015/16 kam er für Anschi zu elf Einsätzen in der Premjer-Liga. Nach weiteren 17 Einsätzen bis zur Winterpause 2016/17 wechselte der Flügelstürmer im Januar 2017 zum Ligakonkurrenten Terek Grosny. Bis Saisonende spielte er achtmal für die Tschetschenen in der höchsten russischen Spielklasse, kam hierbei jedoch zumeist als Einwechselspieler von der Bank.
In der Saison 2017/18 spielte er 23 Mal für den nun Achmat Grosny genannten Verein und erzielte dabei ein Tor. In der Saison 2018/19 kam der Kosovare zu 21 Einsätzen, bleib dabei jedoch ohne Torerfolg. 2019/20 absolvierte er 22 Spiele für Grosny in der Premjer-Liga.

### Nationalmannschaft
Berisha debütierte nach der Aufnahme Kosovos in die FIFA für die kosovarische Nationalmannschaft, als er im ersten offiziellen Länderspiel des Landes, einem Testspiel gegen die Färöer, in der Startelf stand.